# Campo Verde (islas Malvinas)
Campo Verde  (en inglés: Camp Verde) es un establecimiento ubicado al noroeste de la isla Soledad del archipiélago de las Malvinas, que según la Organización de las Naciones Unidas (ONU), está en litigio de soberanía entre el Reino Unido, quien la administra como parte del territorio británico de ultramar de las Malvinas, y la Argentina, quien reclama su devolución, y la integra en el departamento Islas del Atlántico Sur de la provincia de Tierra del Fuego, Antártida e Islas del Atlántico Sur.
Este establecimiento se encuentra entre el saco sur de la bahía San Carlos y la desembocadura del río de mismo nombre, en cercanías de los asentamientos de Puerto San Carlos y San Carlos. También se encuentra próximo a los escenarios de la batalla de San Carlos ocurrida luego del desembarco británico durante la guerra de las Malvinas de 1982.
Posee algunas viviendas y galpones y es sede de una granja de cría de ovejas. Como la mayoría de los topónimos malvinenses, su nombre es de origen español, anterior a la ocupación británica de las Malvinas.